# Liste des épisodes de Flash
La liste des épisodes de Flash (The Flash), série télévisée américaine, est constituée de 178 épisodes, au 29 mars 2023.

## Panorama des saisons
| Saison | Nombre d'épisodes | Diffusion originale sur The CW | Diffusion originale sur The CW | Diffusion originale sur The CW | Dates de sortie DVD et disques Blu-ray | Dates de sortie DVD et disques Blu-ray | Dates de sortie DVD et disques Blu-ray |
| Saison | Nombre d'épisodes | Années                         | Début de saison                | Fin de saison                  | Zone 1 (dont États-Unis)               | Zone 2 (dont France)                   | Zone 4 (dont Australie)                |
| ------ | ----------------- | ------------------------------ | ------------------------------ | ------------------------------ | -------------------------------------- | -------------------------------------- | -------------------------------------- |
| 1      | 23                | 2014-2015                      | 7 octobre 2014                 | 19 mai 2015                    | 22 septembre 2015                      | 10 novembre 2015                       | 23 septembre 2015                      |
| 2      | 23                | 2015-2016                      | 6 octobre 2015                 | 24 mai 2016                    | 6 septembre 2016                       | 2 novembre 2016                        | 7 septembre 2016,                      |
| 3      | 23                | 2016-2017                      | 4 octobre 2016                 | 23 mai 2017                    | 9 septembre 2017                       | 22 novembre 2017                       | 6 septembre 2017                       |
| 4      | 23                | 2017-2018                      | 10 octobre 2017                | 22 mai 2018                    | 24 septembre 2018                      | 28 novembre 2018                       | 28 août 2018                           |
| 5      | 22                | 2018-2019                      | 9 octobre 2018                 | 14 mai 2019                    | 23 septembre 2019                      | 11 décembre 2019                       | 28 août 2019                           |
| 6      | 19                | 2019-2020                      | 8 octobre 2019                 | 12 mai 2020                    | 25 août 2020                           | 9 juin 2021                            | 26 août 2020                           |
| 7      | 18                | 2021                           | 2 mars 2021                    | 20 juillet 2021                | 12 octobre 2021                        | 23 février 2022                        | 13 octobre 2021                        |
| 8      | 20                | 2021-2022                      | 16 novembre 2021               | 29 juin 2022                   | 18 octobre 2022                        | 14 juin 2023                           | 19 octobre 2022                        |
| 9      | 13                | 2023                           | 8 février 2023                 | 24 mai 2023                    | 29 août 2023                           | indéterminées                          | 30 aout 2023                           |

## Liste des épisodes

### Première saison (2014-2015)
Composée de vingt-trois épisodes, la saison a été diffusée du 7 octobre 2014 au 19 mai 2015 sur The CW, aux États-Unis.
Note : Lors de la diffusion dans les pays francophones, les titres d'épisodes ne sont parfois pas les mêmes. Les premiers titres indiqués correspondent à ceux utilisés dans le pays de première diffusion en français, les autres sont indiqués en second le cas échéant.
1. Frappé par la foudre (Pilot)
2. L'Homme le plus rapide du monde (Fastest Man Alive)
3. Brume toxique que tu ne peux pas y respirer (Poisonous Things You Can’t Breath in It)
4. Gelé sur place (Going Rogue)
5. Plastique / La Bombe humaine (Plastique)
6. La Naissance de Flash / Battre le fer (The Flash Is Born)
7. Blackout (Power Outage)
8. Flash vs. Arrow / Flash contre Arrow (Flash vs. Arrow) - première partie du premier crossover annuel
9. Le Rayon jaune (The Man in the Yellow Suit)
10. La Vengeance des voleurs / Captain Glaçons (Revenge of the Rogues)
11. Le Bruit et la Fureur / La Revanche du disciple (The Sound and the Fury)
12. Dingue de toi / La Téléporteuse (Crazy for You)
13. L'Homme nucléaire / Le Flambeau humain (The Nuclear Man)
14. Retombées radioactives / Relation fusionnelle (Fallout)
15. Manque de temps / Hors du temps (Out of Time)
16. L'Heure des Lascars / Si le futur m'était conté (Rogue Time)
17. Les Tricksters / Trickster (Tricksters)
18. Réunion de héros / La Piqûre de la trahison (All-Star Team-Up)
19. Qui est Harrison Wells ? / Monsieur tout le monde ? (Who Is Harrison Wells?)
20. Le Piège / La Chambre forte du temps (The Trap)
21. Grodd est en vie / Grodd le gorille (Grodd Lives)
22. Alliance des Lascars / Alliances inattendues (Rogue Air)
23. Suffisamment Rapide / Un dilemme cornélien (Fast Enough)

### Deuxième saison (2015-2016)
Le 11 janvier 2015, la série a été renouvelée pour une deuxième saison de vingt-trois épisodes. Elle a été diffusée du 6 octobre 2015 au 24 mai 2016 sur The CW, aux États-Unis.
Note : Lors de la diffusion dans les pays francophones, les titres d'épisodes ne sont parfois pas les mêmes. Les premiers titres indiqués correspondent à ceux utilisés dans le pays de première diffusion en français, les autres sont indiqués en second le cas échéant.
1. L'homme qui a sauvé Central City (The Man Who Saved Central City)
2. L'Autre Monde (Flash of Two Worlds)
3. Pression familiale (The Family of Rogues)
4. Le Nouveau Candidat (The Fury of Firestorm)
5. Un retour inattendu (The Darkness and the Light)
6. Le Face-à-face (Enter Zoom)
7. Gare au gorille (Gorilla Warfare)
8. Les Légendes d'aujourd'hui (Legends of Today) - première partie du deuxième crossover annuel
9. Encore plus fort (Running to Stand Still)
10. Course au ralenti (Potential Energy)
11. Un seul et unique (The Reverse-Flash Returns)
12. Les Pleins Pouvoirs (Fast Lane)
13. Bienvenue sur Terre-2 / Un autre monde (Welcome to Earth-2)
14. La Dernière Brèche / L'Évasion (Escape from Earth-2)
15. King Shark (King Shark)
16. L'Éclair bleu (Trajectory)
17. Flash-back (Flash Back)
18. L'Affrontement (Versus Zoom)
19. Un héros ordinaire (Back to Normal)
20. Rupture (Rupture)
21. La Vitesse pure (The Runaway Dinosaur)
22. Invincible (Invincible)
23. Le Duel (The Race of His Life)

### Troisième saison (2016-2017)
Le 11 mars 2016, la série a été renouvelée pour une troisième saison de vingt-trois épisodes. Elle a été diffusée du 4 octobre 2016 au 23 mai 2017 sur The CW, aux États-Unis.
1. Réalité perturbée (Flashpoint)
2. Un choix paradoxal (Paradox)
3. L'Étoffe des super-héros (Magenta)
4. Le Maître des miroirs (The New Rogues)
5. Terreur invisible (Monster)
6. L'Ombre du mal (Shade)
7. Transformation Négative (Killer Frost)
8. La Meilleure équipe de tous les temps (Invasion!) - première partie du troisième crossover annuel
9. La Boîte de Pandore (The Present)
10. Retour vers le futur (Borrowing Problems From the Future)
11. Les Aventures de H. R. Wells (Dead or Alive)
12. Réduit en cendres (Untouchable)
13. La Cité Tropicale des Gorilles (Attack on Gorilla City)
14. L'Armée des Gorilles (Attack on Central City)
15. La Colère de Savitar (The Wrath of Savitar)
16. Leçons du passé (Into the Speed Force)
17. Chantons sous la nuit (Duet)
18. Abra Kadabra, l'ennemi (Abra Kadabra)
19. Prisonnier du Futur (The Once and Future Flash)
20. Je sais qui tu es (I Know Who You Are)
21. Relation de cause à effet (Cause and Effect)
22. Rendez-vous avec le destin (Infantino Street)
23. Ligne d'arrivée (Finish Line)

### Quatrième saison (2017-2018)
Le 8 janvier 2017, la série a été renouvelée pour une quatrième saison de vingt-trois épisodes. Elle a été diffusée du 10 octobre 2017 au 22 mai 2018 sur The CW, aux États-Unis.
1. Cours Barry, cours ! (The Flash Reborn)
2. La Confusion des sentiments (Mixed Signals)
3. La Faute à pas de chance (Luck Be a Lady)
4. Une journée sans fin (Elongated Journey Into Night)
5. Virée entre filles (Girls Night Out)
6. Quand Harry rencontre son deuxième Harry(When Harry Met Harry…)
7. Le Pouvoir de la pensée (Therefore I Am)
8. Terre-X : Rébellions (Crisis on Earth-X) - troisième partie du quatrième crossover annuel
9. Rien ne sert de courir (Don't Run)
10. Justice à deux vitesses (The Trial of the Flash)
11. L'Homme élastique (The Elongated Knight Rises)
12. Chéri, j'ai rétréci l'équipe (Honey, I Shrunk Team Flash)
13. Transfert d'âme (True Colors)
14. Sujet no 9 (Subject 9)
15. En une fraction de seconde (Enter Flashtime)
16. Cours Iris, cours (Run Iris, Run)
17. Une plaisanterie de trop (Null and Annoyed)
18. N'oublie pas qui tu es (Don't Lose Yourself)
19. La Fureur des puissants (Fury Rogue)
20. La nuit du Penseur (Therefore She Is)
21. Le conseil des différents professeurs Wells (Harry and the Harrisons)
22. Éclair de génie (Think Fast)
23. Nous sommes une famille unie (We Are the Flash)

### Cinquième saison (2018-2019)
Le 2 avril 2018, la série a été renouvelée pour une cinquième saison de vingt-deux épisodes. Elle a été diffusée du 9 octobre 2018 au 14 mai 2019 sur The CW, aux États-Unis.
1. L'Histoire de la petite Nora (Little Nora's Story)
2. Bloc (Blocked)
3. Élémentaire, mon cher Barry (The Death of Vibe)
4. Flash info (News Flash)
5. Le Clown masqué (All Doll'd Up)
6. Cachette glaciale (The Icicle Comet)
7. Dangereux temps pour Central City (O Come, All Ye Thankful)
8. Aujourd'hui est l'élève d'hier (What's Past Is Prologue)
9. Elseworlds : La Première Heure (Elseworlds: Part One) - première partie du cinquième crossover annuel
10. Flash and Furious (The Flash and The Furious)
11. Colère noire (Seeing Red)
12. Piège cérébral (Memorabilia)
13. La fin justifie les moyens (Goldfaced)
14. Déjà-vu (Cause and XS)
15. Combat de titans (King Shark vs Gorilla Grod)
16. La Panacée (Failure Is an Orphan)
17. Bombe temporelle (Time Bomb)
18. L'Histoire de Nora (Nora's Story)
19. Une famille givrée (Snow Pack)
20. Passée à l'ennemi (Gone Rogue)
21. Extermination (The Girl with the Red Lightning)
22. La Dague de Cicada (Legacy)

### Sixième saison (2019-2020)
Le 31 janvier 2019, la série a été renouvelée pour une sixième saison, initialement prévu pour vingt-deux épisodes. Cependant, à la suite de la pandémie de Covid-19, le tournage a été interrompu après l'épisode 19, devenant par conséquent l'épisode final de la saison. Elle a été diffusée du 8 octobre 2019 au 12 mai 2020 sur The CW, aux États-Unis.
1. Le Dangereux portail noir (Into the Portal)
2. Rien n'est écrit (Ain't written 'Flash of the Lightning' anything)
3. Crise existentielle (Dead Man Running)
4. Le Serment d'hypocrite (There Will Be Blood)
5. Psychose (Psy Psy Breach Breach)
6. Bons souvenirs de Midway City (License to Elongate)
7. Les Doutes de Barry Allen, première partie (The Last Temptation of Barry Allen: Part One)
8. Les Doutes de Barry Allen, deuxième partie (The Last Temptation of Barry Allen: Part Two)
9. Crise sur les Terres Infinies : Moment critique (Crisis on Infinite Earths) - troisième partie du sixième crossover annuel
10. Marathon (Marathon)
11. Drôle de Saint-Valentin (Love is a Battlefield)
12. Mais qui est la fille nommée «Sue Dearbon» (A Girl Named 'Sue')
13. Un allié inattendu (Grodd Friended Me)
14. La Fin de la Vitesse pure (Death of the Speed Force)
15. Vaincre ses démons (The Exorcism of Nash Wells)
16. Au revoir, à jamais (So Long and Goodnight)
17. Délivrée (Liberation)
18. En payer le prix (Pay the Piper)
19. La réussite est assurée (Success Is Assured)

Source : titres originaux

### Septième saison (2021)
Le 7 janvier 2020, la série a été renouvelée pour une septième saison de dix-huit épisodes, en raison de la pandémie de Covid-19 qui s'est prolongée. Elle a été diffusée du 2 mars 2021 au 20 juillet 2021 sur The CW, aux États-Unis.
1. Le Sacrifice des différents professeurs Wells (All's Wells That Ends Wells)
2. Cerveau supersonique (The Speed of Thought)
3. L'Invasion des profanateurs (Mother)
4. Abra Kadabra, l'ennemi est de retour (Central City Strong)
5. Faites de beaux cauchemars (Fear Me)
6. Prisonnier du Passé (The One with the Nineties)
7. Crise d'identité (Growing Pains)
8. Le Procès de Killer Frost (The People vs. Killer Frost)
9. Réparer ses erreurs (Timeless)
10. Famille décomposée (Family Matters: Part One)
11. Famille recomposée (Family Matters: Part Two)
12. Dernière Vision (Good-Bye Vision)
13. Tomber le masque (Masquerade)
14. Vacances éclair (Rayo de Luz)
15. L'Attaque des Clones (Enemy at the Gates)
16. La Team Arrow à la rescousse (P.O.W)
17. À la poursuite de Supersonic (Heart of the Matter: Part One)
18. L'avenir commence aujourd'hui (Heart of the Matter: Part Two)

### Huitième saison (2021-2022)
Le 3 février 2021, la série a été renouvelée pour une huitième saison de vingt épisodes. Après l'événement crossover Armageddon en cinq épisodes diffusé à partir du 16 novembre 2021, la diffusion a été poursuivie du 9 mars 2022 au 29 juin 2022 sur The CW, aux États-Unis.
1. Armageddon : Au commencement (Armageddon: Part One)
2. Armageddon : Le Début de la fin (Armageddon: Part Two)
3. Armageddon : Protocole injustice (Armageddon: Part Three)
4. Armageddon : Deux Minutes pour agir (Armageddon: Part Four)
5. Armageddon : Tous ensemble (Armageddon: Part Five)
6. Fissures temporelles (Impulsive Excessive Disorder)
7. Kramer contre Goldface (Lockdown)
8. Méta-tueur en série (The Fire Next Time)
9. Chasse aux fantômes (Phantoms)
10. L'Appât Imprudent (Reckless)
11. Trop beau pour être vrai (Resurrection)
12. Storm arrive ! (Death Rises)
13. Sauver Caitlin (Death Falls)
14. L'Hommage idéal (Funeral for a Friend)
15. Piégés dans l'inertie pure (Into the Still Force)
16. La Fontaine de jouvence (The Curious Case of Bartholomew Allen)
17. Le Gang des Aranas (Keep It Dark)
18. Encore plus de vitesse ! (The Man in the Yellow Tie)
19. Les Forces négatives (Negative: Part One)
20. Retour à l'équilibre (Negative: Part Two)

### Neuvième saison (2023)
Le 22 mars 2022, la série est renouvelée pour une neuvième et dernière saison de treize épisodes. Elle a été diffusée du 8 février 2023 au 24 mai 2023.
1. Un jour sans fin (Wednesday Ever After)
2. La Troisième Sœur Snow (Ain't Feel Any Burden)
3. La Rébellion des rebelles (Rogues of War)
4. La Menace de Red Death (The Mask of the Red Death: Part One)
5. L'Ère de Red Death (The Mask of the Red Death: Part Two)
6. La Blague au doigt (The Good, the Bad and the Lucky Joke at Finger)
7. Le rêve tourne au cauchemar (Negative Wildest Dreams)
8. La Machine à bloquer le temps (Brotherly and Sisterly Partners in Time)
9. L'Invité surprise (It's My Party and I'll Die If I Want To)
10. Un nouveau monde, première partie : L'Autre Réalité (A New World, Part One: Reunions)
11. Un nouveau monde, deuxième partie : Face à la réalité (A New World, Part Two: The Blues)
12. Un nouveau monde, troisième partie : Fausse Réalité (A New World, Part Three: Changes)
13. Un nouveau monde, quatrième partie : Retour à la réalité (A New World, Part Four: Finale)